# Estación Penco
Penco es una antigua estación de Penco. Ubicada en Chile, Concepción. Forma parte del Ramal Rucapequén-Concepción. Las ruinas de una bodega de la estación fueron demolidas en el año 2014. El edificio principal de la estación fue remodelado en 2016 para albergar la Casa del Adulto Mayor de Penco. El ramal actualmente se ocupa en el tramo Concepción - Lirquén para servicios de carga por los porteadores Ferrocarril del Pacífico S.A. (FEPASA) y Transporte Ferroviario Andrés Pirazzoli (Transap). 
La vía más allá de Lirquén no está habilitada, y entre Nueva Aldea y Rucapequén, se piensa en reactivar el tráfico, que estuvo activado en el tramo Rucapequén - Coelemu, hasta 1996. El ramal en su totalidad fue utilizado hasta fines de la década de 1980. Desde ese entonces, esta estación estuvo abandonada, hasta fines de la década de 1990, donde un grupo de jóvenes del movimiento anarquista, la "okupó", transformándola en un centro cultural denominado Centro Social Anarquista Claudia López.[cita requerida]